# Shin Yanagisawa
Shin Yanagisawa (柳沢 信, Yanagisawa Shin, 1936 - 2 juin 2008) est un photographe japonais.